# My wish My love
《My wish My love》是日本聲優田村由香里的第17張單曲，由King Records於2010年1月27日發行，商品編號為KICM-1300。

## 概要
- 此單曲是連續兩個月推出單曲計畫中的第二張單曲。
- 初回限定版採用Digipak包裝。
- 此單曲是自第13張單曲《Beautiful Amulet》以來，第二張收錄4首歌曲的單曲唱片。
- 在2月2日發表的Oricon每週排名（2010年2月8日一周），以約18,000張的銷量獲得自己紀錄最高的第5位[1]。而此張單曲也是田村第6張入選Oricon每週排名前10名的唱片。

## 收錄歌曲
1. My wish My love [5:24]
  - 作詞：椎名可憐；作曲、編曲：太田雅友
    - 劇場版『魔法少女奈葉 The MOVIE 1st』片尾曲
2. Tiny Rainbow [4:09]
  - 作詞：椎名可憐；作曲、編曲：太田雅友
    - PSP遊戲『魔法少女奈葉A's PORTABLE -THE BATTLE OF ACES-』結尾曲
    - 文化放送系電台節目「」結結尾曲（2009年12月－2010年4月）
3. [3:28]
  - 作詞：渡邊美佳；作曲、編曲：渡邊和紀
4. [4:43]
  - 作詞：松井五郎；作曲、編曲：太田雅友
    - Oh!sama TV「」結尾曲（#127〜）